# Stanisław Braun
Stanisław Braun (ur. 1859 w Jaszczwi, zm. 7 marca 1922 w Krakowie) – polski ginekolog, położnik.

## Życiorys
Urodził się w 1859 w Jaszczwi. Uczył się w C.K. Gimnazjum w Jaśle. Ukończył studia medyczne na Uniwersytecie Jagiellońskim, uzyskując w 1884 stopień doktora wszech nauk lekarskich. Początkowo był lekarzem wojskowym, dosługując stopnia lekarza pułkowego I klasy. Po odejściu z armii był sekundariuszem na oddziale chirurgicznym Szpitala św. Łazarza w Krakowie. Następnie wyjechał do Wiednia, gdzie specjalizował się w dziedzinie położnictwa i chorób kobiecych. Po powrocie przez pięć lat był asystentem w klinice położniczo-ginekologicznej prof. Madurowicza. W 1892 otrzymał veniam legendi na Wydziale Medycznym UJ w zakresie położnictwa i ginekologii. W 1909 został mianowany profesorem nadzwyczajnym ginekologii i chorób kobiecych na tej uczelni.
Był autorem wielu prac naukowych. Praktykował też prywatnie, za co zyskał powszechne uznanie. W 1892 założył Dom Zdrowia. Był współzałożycielem i działaczem Krakowskiego Ochotniczego Towarzystwa Ratunkowego, w 1898 wiceprezes tegoż, mianowany członkiem honorowym. Członek krakowskiego Towarzystwa Lekarskiego. Jeden z założycieli Kasy Pożyczkowiej Lekarzy Małopolskich.
Zmarł 7 marca 1922 w Krakowie. Został pochowany na cmentarzu Rakowickim w Krakowie.